# Pentium E
El Intel Pentium E es un chip dual de bajo coste que fue lanzado oficialmente el 3 de junio de 2007, pero ya en mayo se han podido encontrar unidades en las tiendas. 
Está basado en la microarquitectura Intel Core.
Inicialmente habrá 2 modelos:
- Pentium E2140 (1.6 GHz, 200 MHz QDR FSB, 1 MiB L2 caché) sobre los 80€.
- Pentium E2160 (1.8 GHz, 200 MHz QDR FSB, 1 MiB L2 caché) sobre los 90€.

Están basados en el core Allendale, con soporte Intel 64, Execute Disable Bit, Enhanced Intel SpeedStep Technology and Supplemental Streaming SIMD Extensions 3 tienen un consumo 65W TDP. No soportan Intel's VT-x instructiones. Son compatibles con las placas bases de zócalo LGA775, y por tanto en todas las actuales que soporten el VRD 11.0 y chipset compatibles.
Su bus de sistema quad-pumped va a 200 MHz, referido habitualmente por la prensa como 800 MT/s o 800 MHz. Esto es más bajo que los 1066 MT/s de los procesadores E6XX0Core 2 Duo, los procesadores de más alto QPB a fecha de escritura (mayo del 2007) e iguala a los procesadores de la serie E4000. También tiene una L2 caché (1MiB) más pequeña que los chips Core 2 (2 or 4MiB).